# ناتان کوهن
ناتان کوهن (انگلیسی: Nathan Cohn; ۲ ژانویهٔ ۱۹۰۷ – ۱۶ نوامبر ۱۹۸۹) مهندس برق اهل ایالات متحده آمریکا بود. وی همچنین برندهٔ جوایزی همچون مدال ادیسون انجمن مهندسان برق و الکترونیک شده است.